# The Society Management
Society Management — модельна агенція, розташована в Нью-Йорку, офіційний підрозділ мережі Elite World у США. Це також американське відділення конкурсу Elite Model Look.

## Моделі
The Society Management представляє такі моделі та таланти:
- Адесува Айгеві
- Адут Акеч
- Бхуміка Арора
- Юн Янг Бе
- Моллі Бейр
- Юлія Банась
- Рут і Мей Белл
- Кейт Бок
- Сінді Бруна
- Вітторія Черетті
- Енгус Клауд
- Ейден Кертіс
- Грейс Елізабет
- Кора Еммануель
- Амілна Естеван
- Фаретта Радич
- Лума Гроте
- Грета Гофер
- Жаклін Яблонскі
- Кендалл Дженнер
- Чон Хо Йон
- Карлі Клосс
- Кокі
- Біргіт Кос
- Гарлет Куусік
- Франциско Лаховскі
- Стаз Ліндес
- Юка Маннамі
- Ніна Маркер
- Келсі Мерріт
- Еніко Міхалік
- Равда Мохамед
- Мейова Ніколас
- Керолайн Браш Нілсен
- Юмі Ну
- Наталі Огг
- Тао Окамото
- Африка Пенальвер
- Еллісон Понт'є
- Ансолет Россув
- Калу Ріверо
- Каміль Роу
- Жасмін Сандерс
- Міка Шнайдер
- Ірина Шейк
- Жозефін Скрівер
- Лакі Блю Сміт
- Віллоу Сміт
- Арленіс Соса
- Френ Саммерс
- Марлон Тейшейра
- Фібі Тонкін
- Мона Тугаард
- Керолайн Трентіні
- Амбер Валета
- Грета Варлезе
- Сара Грейс Валлерштедт
- Лю Вень
- Рассел Вестбрук
- Натан Вестлінг
- Ясмін Вейналдум
- Тамі Вільямс
- Ліндсі Віксон